# 大学城駅 (深圳市)
大学城駅（だいがくじょうえき）は中華人民共和国深圳市南山区に位置する深圳地下鉄環中線の駅。

## 駅構造
| 環中線ホーム (B3F) | ←■環中線 赤湾方面                       |
| 環中線ホーム (B3F) | 島式ホーム                              |
| 環中線ホーム (B3F) | ←■環中線 赤湾方面 / ■環中線 黄貝嶺方面→ |
| 環中線ホーム (B3F) | ■環中線 黄貝嶺方面→                     |
| 環中線ホーム (B3F) | 相対式ホーム                            |

## 駅周辺
- 深圳大学城（中国語版）
- 清華大学深圳国際研究生院（中国語版）

## 歴史
- 2011年6月22日 - 開業。

## 隣の駅
深圳地下鉄
■環中線
西麗駅 - 大学城駅 - 塘朗駅